# Caroline Goodall
Caroline Goodall (Londres, Inglaterra, 13 de novembro de 1959) é uma atriz inglesa. Filha de mãe jornalista e pai editor. Ela se formou em drama pela Bristol University em 1981.

## Filmografia
- Hook - A volta do Capitão Gancho (1991)
- Cliffhanger (1993)
- A Lista de Schindler (1993)
- Disclosure (1994)
- White Squall (1996)
- As Brumas de Avalon (2001) (miniserie)
- The Princess Diaries (2001)
- Me & Mrs Jones (2002)
- Shattered Glass (2003)
- Chasing Liberty (2004)
- The Princess Diaries 2: Royal Engagement (2004)
- The Chumscrubber (2005)
- The Thief Lord (2006)
- Dorian Gray (2009)
- The Good Wife (2011) (TV)
- The Crown (2016)